# 4a etapa del Tour de França de 2009
La 4a etapa del Tour de França de 2009 es va disputar el dimarts 7 de juliol sobre un recorregut de 39 quilòmetres pels voltants de Montpeller en el format de contrarellotge per equips. Des del 2005 no es disputava cap contrarellotge per equips al Tour. L'equip Astana s'imposà i el mallot groc continuà en poder de Fabian Cancellara per poc més de 20 centèsimes.

## Recorregut

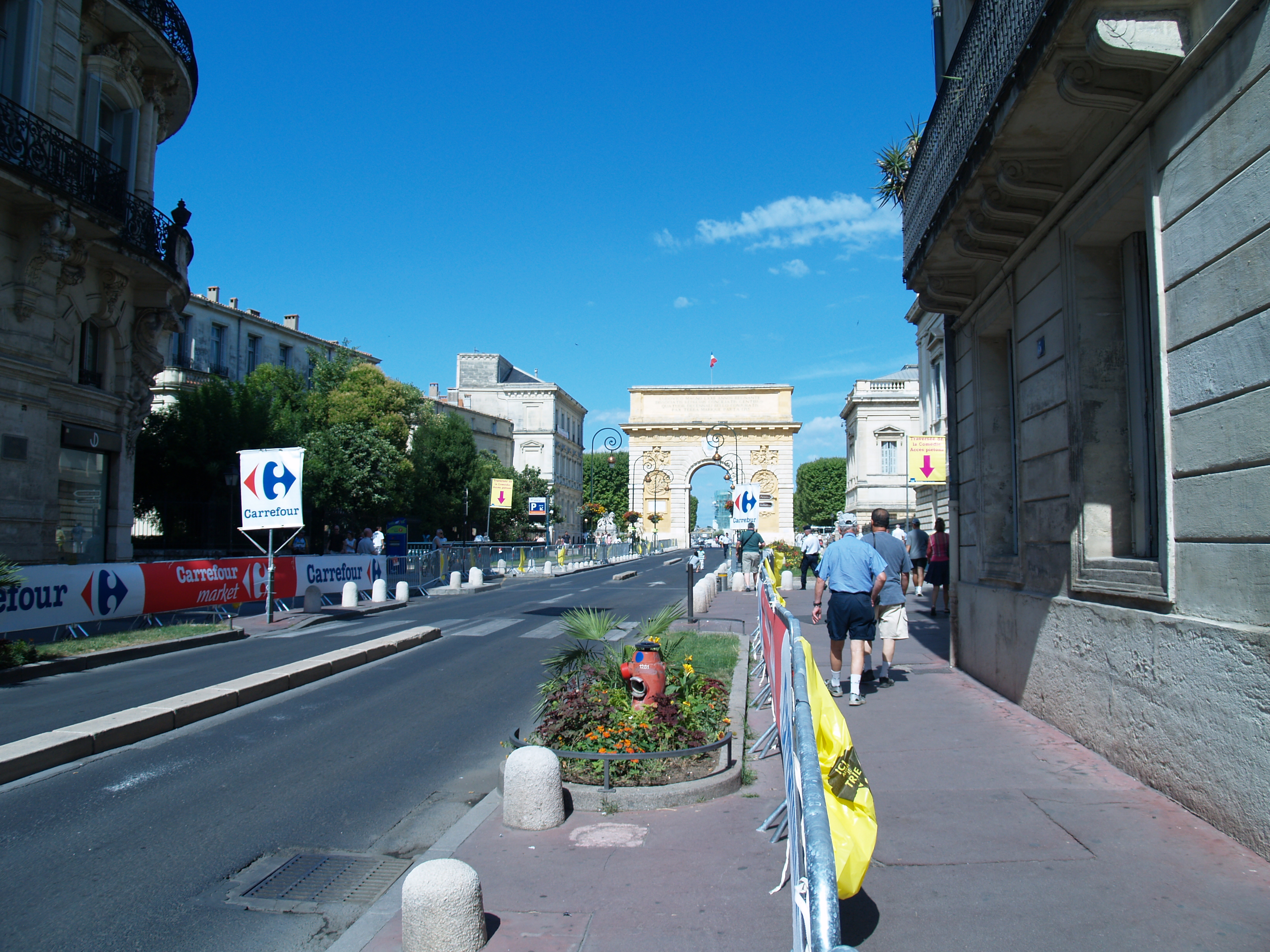
La rue Foch, un dels primers carrers del recorregut, al centre històric de Montpellier

La sortida de l'etapa es troba a la Place de la Comédie, al centre històric de Montpeller. El recorregut es dirigeix cap al nord-est tot passant per La Paillade, abans d'arribar a Grabels (km 9), punt on es troba el primer control de temps.
Tot seguit la carretera comença una lleugera pujada per arribar al lloc anomenat Bel-Air (km 15,5), punt culminant de l'etapa a 160 msnm. Amb tot, la part central de l'etapa és força ondulada i no serà fins que s'apropin a Cournonterral (km 26,5) quan torni el pla. Abans, a Murviel-lès-Montpellier (km 19,5) hi ha un nou punt de control.
De Cournonterral es torna cap a Montpellier, tot passant pel darrer punt de control a Pignan. Els darrers quilòmetres tenen una petita tendència a baixar, però és quasi insignificant.

## Resum de l'etapa
La sortida dels equips s'efectuà des de la plaça de la Comédie. L'ordre de sortida va ser l'invers a la classificació general per equips existent en acabar la 3a etapa, sent el primer a sortir el Caisse d'Epargne, a les 14h 30' i amb una separació de 7' entre equips fins al darrer, l'Astana Qazaqstan Team, a les 16h 43'.
Destaquen les nombroses caigudes i problemes tècnics patits pels primers equips al prendre la sortida. Així, Denís Ménxov (Rabobank) i Alessandro Ballan (Lampre-Fondital) caigueren en un dels primers tombs situat al Parc du Peyrou, al centre de Montpellier. L'equip més malparat fou el Bbox Bouygues Telecom que va patir quatre caigudes o sortides de la carretera, tres d'elles simultànies en un tomb al km 17, i dos punxades. En aquest mateix tomb del km 17 el neerlandès Piet Rooijakkers va caure i hagué de ser evacuat a un hospital, on se li diagnosticà una fractura al braç.
En la batalla per la victòria d'etapa es va imposar la lògica i els grans favorits van ocupar les dues primeres posicions finals, l'Astana i el Garmin Chipotle, segon a 18". Cal destacar que el Garmin va fer bona part de la cursa amb sols 5 corredors, ja que els altres 4 s'havien despenjat en els primers quilòmetres. Això és important, ja que en les contrarellotges per equips el temps es pren sobre el cinquè corredor de l'equip que creua la meta.
En la lluita pel mallot groc l'emoció va durar fins al darrer instant. Des d'un primer moment l'Astana anava augmentant les diferències respecte al Saxo Bank i tot feia suposar que hi hauria canvi de líder, però en el darrer instant no va ser així. L'Astana es va imposar amb 40" respecte al Saxo Bank, la mateixa diferència que separava Fabian Cancellara de Lance Armstrong, però les centèsimes de la primera etapa van fer que Cancellara mantingués el mallot groc.
Amb aquesta victòria l'Astana va distanciar els seus rivals en força temps: Carlos Sastre (Cervélo TestTeam), va perdre 1' 37", Denís Ménxov (Rabobank), va perdre 2' 20"; i Cadel Evans (Silence-Lotto), es va deixar 2' 35" respecte a l'Astana.

## Classificació de l'etapa
|    | Equip             | País         | Temps    |
| -- | ----------------- | ------------ | -------- |
| 1  | Team Astana       | Kazakhstan   | 46' 29"  |
| 2  | Garmin-Slipstream | Estats Units | + 18"    |
| 3  | Team Saxo Bank    | Dinamarca    | + 40"    |
| 4  | Liquigas          | Itàlia       | + 58"    |
| 5  | Team Columbia-HTC | Estats Units | + 58"    |
| 6  | Team Katusha      | Rússia       | + 1' 23" |
| 7  | Caisse d'Epargne  | Espanya      | + 1' 29" |
| 8  | Cervélo TestTeam  | Suïssa       | + 1' 37" |
| 9  | AG2R La Mondiale  | França       | + 1' 48" |
| 10 | Euskaltel–Euskadi | Espanya      | + 2' 09" |

|    | Equip                 | País          | Temps    |
| -- | --------------------- | ------------- | -------- |
| 11 | Rabobank ProTeam      | Països Baixos | + 2' 20" |
| 12 | Quick Step            | Bèlgica       | + 2' 26" |
| 13 | Silence-Lotto         | Bèlgica       | + 2' 35" |
| 14 | FDJ                   | França        | + 2' 46" |
| 15 | Milram                | Alemanya      | + 2' 48" |
| 16 | Cofidis               | França        | + 2' 58" |
| 17 | Lampre-NGC            | Itàlia        | + 3' 24" |
| 18 | Agritubel             | França        | + 4' 17" |
| 19 | Bbox Bouygues Telecom | França        | + 4' 41" |
| 20 | Skil-Shimano          | Països Baixos | + 5' 23" |

## Classificació general
|    | Ciclista          | Equip             | Temps       |
| -- | ----------------- | ----------------- | ----------- |
| 1  | Fabian Cancellara | Team Saxo Bank    | 10h 38' 07" |
| 2  | Lance Armstrong   | Team Astana       | m. t.       |
| 3  | Alberto Contador  | Team Astana       | + 19"       |
| 4  | Andreas Klöden    | Team Astana       | + 23"       |
| 5  | Levi Leipheimer   | Team Astana       | + 31"       |
| 6  | Bradley Wiggins   | Garmin-Slipstream | + 38"       |
| 7  | Haimar Zubeldia   | Team Astana       | + 51"       |
| 8  | Tony Martin       | Team Columbia-HTC | + 52"       |
| 9  | David Zabriskie   | Garmin-Slipstream | + 1' 06"    |
| 10 | David Millar      | Garmin-Slipstream | + 1' 07"    |

## Classificacions annexes

### Classificació per punts
| Classificació per punts | Total  |
| ----------------------- | ------ |
| Mark Cavendish          | 70 pts |
| Thor Hushovd            | 54 pts |
| Samuel Dumoulin         | 36 pts |

### Classificació de la muntanya
| Classificació de la muntanya | Total |
| ---------------------------- | ----- |
| Jussi Veikkanen              | 9 pts |
| Tony Martin                  | 6 pts |
| Koen de Kort                 | 6 pts |

### Classificació del millor jove
| Classificació del millor jove | Temps       |
| ----------------------------- | ----------- |
| Tony Martin                   | 10h 38' 59" |
| Roman Kreuziger               | + 39"       |
| Vincenzo Nibali               | + 44"       |

### Classificació per equips
| Classement par équipe | Total       |
| --------------------- | ----------- |
| Team Astana           | 30h 20' 33" |
| Team Saxo Bank        | + 02' 33"   |
| Team Columbia-HTC     | + + 02' 45" |

### Combativitat
No s'entrega

## Abandonaments
- Piet Rooijakkers (Skil-Shimano). Caiguda